# Röd ibis
Röd ibis (Eudocimus ruber) är en fågelart i familjen ibisar som förekommer i norra Sydamerika.

## Utseende
Röd ibis är en 56–71 centimeter stor fågel som utmärks av sin färgstarka röda fjäderdräkt, svarta vingspetsar och långa böjda näbb. Utanför häckningsdräkt har adulta fåglar skäraktiga eller rödaktiga näbbar som kontrasterar endast lite med övriga fjäderdräkten. Ungfågeln är streckad på eller fläckad i brunt och vitt på huvud och hals, medan undersida och övergump är vita och ovansidan mörkt gråbrun.

## Utbredning och systematik
Röd ibis förekommer från norra Colombia till norra Venezuela och Trinidad österut utmed kusten av Guyanaregionen och norra Brasilien till Ceará. Den hittas också inåt landet i llanos i nordöstra Colombia och sydvästra Venezuela samt isolerat i kustnära östra Brasilien, från Rio de Janeiro till Santa Catarina. Arten har tillfälligt påträffats i Panama och Ecuador. Den behandlas som monotypisk, det vill säga att den inte delas in i några underarter.
Röd ibis är mycket nära släkt med vit ibis och har konstaterats hybridisera med denna där de överlappar i Venezuela, med över 40 blandpar noterade. Detta parat med liknande morfologi och ekologi har gjort att vissa föreslagit att de båda bör betraktas som en och samma art. Andra anser att den enbart är en färgvariant av vit ibis. De allra flesta taxonomiska auktoriteter behandlar dem dock idag som skilda arter.

## Levnadssätt
Röd ibis lever i våtmarker nära kuster. Dess föda består av olika vattenlevande djur, som den hittar genom att använda sin känsliga näbb. Födosökandet sker dagtid och under natten vilar fåglarna i träd. Häckningen sker i kolonier. Individerna bildar par och bygger sina bon i träd nära vatten. 

## I kulturen
Röd ibis är Trinidads nationalfågel och finns med i Trinidad och Tobagos statsvapen.

## Status och hot
Arten har ett stort utbredningsområde och en stor population, men tros minska i antal, dock inte tillräckligt kraftigt för att den ska betraktas som hotad. Internationella naturvårdsunionen IUCN listar därför arten som livskraftig (LC).